# Grand Lagoon
Grand Lagoon es una localidad de Trinidad y Tobago, que forma parte de la región de Mayaro-Rio Claro.

## Geografía
La localidad abarca parte de la isla Trinidad y limita al norte con Radix, al sur con Guayaguayare y La Savanne, al este con el Atlántico y al oeste con Guayaguayare.

## Demografía
Datos demográficos de la localidad de Grand Lagoon:
| Gráfica de evolución demográfica de Grand Lagoon entre 2000 y 2011 |
|                                                                    |